# 韩国教会联合
韩国教会联合（Communion of Churches in Korea，CCIK）是韩国基督教组织。

## 历史
2012年，20家教派从韓國基督教總聯合會（CCK）分离出来，创建了韩国教会联合会。对此，“韩基总”驱逐了这些教派及其牧师。CCIK谴责“韩基总”的腐败与异端。